# Парадокс Доунса — Томсона
Парадокс Доунса — Томсона (англ. Downs-Thomson paradox) був виявлений в 1960-х роках Ентоні Доунсом і Дж. М. Томсоном. Суть цього феномена зводиться до того, що середньозважена швидкість руху особистого автотранспорту по дорожній мережі безпосередньо залежить від швидкості, з якою добираються від вихідної до кінцевої точки користувачі позавуличного громадського транспорту (йдеться про залізницю, метро, автобуси та трамваї, що рухаються по виділеній смузі, тощо.)
В окремий парадокс Пігу — Найта — Доунса (Pigou-Knight-Downs paradox) виділяють наслідок з парадокса Доунса — Томсона про те, що за наявності громадського транспорту, збільшення пропускної здатності доріг загального користування призводить не до покращення, а до погіршення становища на дорогах. Схожий ефект показав Дітріх Браес в так званому Парадокс Бреса: згідно з ним, додавання альтернативних шляхів до транспортної мережі при незалежному («егоїстичному») розподілі навантаження на її елементи може зменшувати ефективність її роботи.
Парадокс Доунса — Томсона відбувається через перехід пасажирів з громадського транспорту на особистий під впливом відкладеного попиту. Відтік пасажирів з громадського транспорту зменшує прибуток його операторів та змушує їх до збільшення інтервалів, що змушує пересідати на особистий автотранспорт і інших пасажирів. Однак при цьому гіршає і дорожня ситуація: повіривши у поліпшення пропускної здатності дороги в години пік, на неї починають виїжджати водії, які раніше намагалися користуватися дорогою поза піковими годинами. Обидва ці фактори порушують транспортну рівновагу, призводять до вибухового зростання потоку автотранспорту на розширеній дорозі, виникненню ще більших заторів та погіршення обслуговування на громадському транспорті.
Парадокс Доунса — Томсона не універсальний та застосовуваний лише у випадках, коли існує розвинена система громадського транспорту, і коли наявна дорожня мережа вже не справляється з автомобільним потоком. Існують експериментальні лабораторні та математичні докази парадокса.